# 還城楽
還城楽（げんじょうらく）は、雅楽の唐楽の曲名の一つ。見蛇楽・還京楽ともいう。
由来としては、唐の玄宗が韋皇后を誅して、夜半に城に帰還する姿を舞楽にしたものとも、蛇を好んで食べる胡国の人が蛇を見つけて喜んだ様を舞にしたものとも伝えられている。
太食調で、管絃と舞楽がある。舞楽は舞人1人による走舞で、舞台中央に置かれた作り物の蛇の周りを舞いながら回り、舞の後半ではこの蛇を左手で掴んで舞い続ける。左方舞と右方舞に用いられ、奏楽・舞手に違いがある。管絃及び左方舞では早只八拍子、右方舞では夜多羅八拍子の中曲である。番舞としては抜頭とセットで用いられ、また童舞のバージョンも存在する。